# Drosera hirticalyx
Drosera hirticalyx är en sileshårsväxtart som beskrevs av R.Duno och Culham. Drosera hirticalyx ingår i släktet sileshår, och familjen sileshårsväxter.
Artens utbredningsområde är Venezuela. Inga underarter finns listade i Catalogue of Life.